# Neuenheim (Heidelberg)

Neuenheim, distrito de Heidelberg

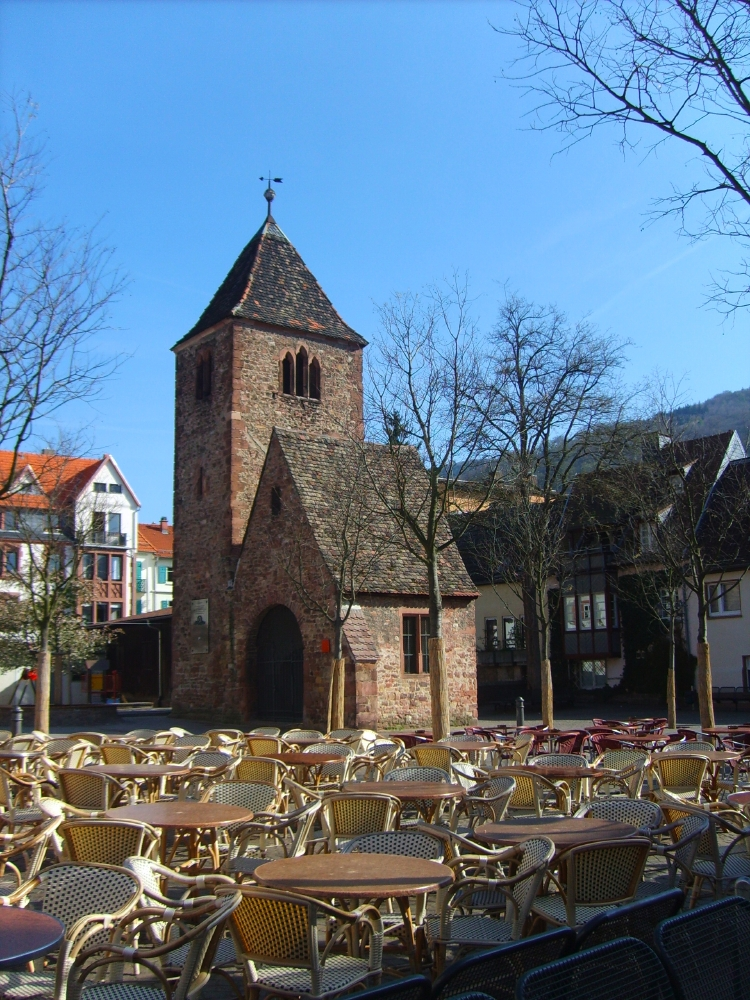
Mercado de Neuenheim

Neuenheim é um distrito de Heidelberg, com 13.686 moradores (2012).
Neuenheim localiza-se na margem norte do rio Neckar, separando-o dos distritos de Bergheim e Altstadt. O Heiligenberg com o Philosophenweg localizam-se em seu lado leste, na fronteira com o distrito de Ziegelhausen. Ao norte esta localizado o distrito de Handschuhsheim. É separado do distrito de Wieblingen no oeste pelo rio Neckar.

## Desenvolvimento histórico
Na época romana estava localizado em sua área atual um castro e uma ponte romana. Também foram encomtrados os restos de um mitreu e uma olaria do romano Publius Attius Rufinus (tijolos carimbados com PAR).